# Godern
Godern este o comună din landul Mecklenburg-Pomerania Inferioară, Germania.